# Thượng viện Tây Ban Nha
Thượng viện Tây Ban Nha là thượng viện của Quốc hội Tây Ban Nha. Thượng viện gồm 266 thượng nghị sĩ trong đó 208 được bầu theo phổ thông đầu phiếu và 58 được các cơ quan lập pháp địa phương bầu ra. Thượng nghị sĩ có nhiệm kỳ 4 năm, và cơ quan lập pháp địa phương có thể tái bổ nhiệm bất cứ lúc nào.

## Lịch sử
Thượng viện được thành lập theo Hiến chương Hoàng gia năm 1837 bởi Nữ vương Maria Cristina nhiếp chính Nữ hoàng Isabel II, lần đầu tiên thành lập tại Tây Ban Nha hệ thống lưỡng viện theo hệ thống Nghị viện Anh. Lưỡng viện gồm 2 viện: Đẳng cấp đại diện (Estamento de Procuradores) và Đẳng cấp hiệp sĩ (Estamento de Próceres).
Sau cuộc nổi loạn năm 1837, Hiến pháp mới được ban hành. Viện Đẳng cấp hiệp sĩ được đổi thành tên Thượng viện. Chủ tịch đầu tiên là José María Moscoso de Altamira.
Trong các bản Hiến pháp tiến theo 1845, 1856, 1869 và 1876 Thượng viện xuất hiện đồng thời là cơ quan lập pháp với Đại hội Đại biểu.
Trong Đệ nhị Cộng hòa, Thượng viện bị bãi bỏ ngày 27/10/1931 sau cuộc họp bỏ phiếu 150/100.

## Thành phần
Thượng nghị sĩ được bầu theo hình thức hỗn hợp:
- Ở mỗi tỉnh, các cử tri ở tỉnh đó sẽ bầu ra bốn thượng nghị sĩ bằng phương pháp bỏ phiếu phổ thông, tự do, bình đẳng, trực tiếp và kín, theo các quy định của một đạo luật cơ bản.
Ở các tỉnh hải đảo, mỗi hòn đảo hoặc quần đảo có Hội đồng Cabildo hoặc Hội đồng đảo là một khu vực bầu cử để bầu các Thượng nghị sĩ; các đảo chính là Gran Canaria, Mallorca và Tenerife mỗi đảo được bầu ba thượng nghị sĩ; các đảo hoặc các quần đảo Ibiza Formentera, Menorca, Fuerteventura, Gomera, Hierro, Lanzarote và La Palma mỗi nơi được bầu một Thượng nghị sĩ.
Các thành phố Ceuta và Melilla mỗi thành phố được bầu hai thượng nghị sĩ.
- Các cộng đồng tự trị ngoài việc được chỉ định một thượng nghị sĩ còn được có thêm một Thượng nghị sĩ nữa cho mỗi một triệu cư dân trong vùng lãnh thổ tương ứng của mình. Việc chỉ định Thượng nghị sĩ thuộc thẩm quyền của Hội đồng lập pháp, hoặc trong trường hợp không có hội đồng, sẽ thuộc thẩm quyền của cơ quan quản lý cao nhất của khu tự trị theo quy định của Quy chế riêng của mình nhưng trong bất cứ trường hợp nào cơ quan quản lý này cũng phải đảm bảo tính đại diện đầy đủ theo tỷ lệ thích hợp.

Cuộc bầu cử Thượng nghị sĩ nhóm thứ 2 phụ thuộc vào đại diện đa số và các Đảng liên minh. 

### Nhiệm kỳ
Thượng viện được bầu với nhiệm kỳ bốn năm. Nhiệm kỳ của các Thượng nghị sĩ kết thúc sau bốn năm kể từ ngày bầu cử hoặc vào ngày mà Thượng viện bị giải tán.
Thượng viện bị giải tán theo quyết định của Quốc vương trong trường hợp trong 2 tháng kể từ cuộc bỏ phiếu tín nhiệm đầu tiên mà không có ứng cử viên nhận được sự chấp thuận của Hạ viện, Nhà vua sẽ ra lệnh giải tán cả hai Viện và kêu gọi cuộc bầu cử mới với sự tiếp ký của Chủ tịch Hạ nghị viện.

## Tổ chức
Các cơ quan chủ yếu của Thượng viện là:
- Chủ tịch: đại diện cho Thượng viện, đồng thời là người chủ trì tất cả các cơ quan thuộc Thượng viện.
- Ủy ban Thượng viện: gồm Chủ tịch, 2 Phó Chủ tịch, 4 Thư ký là cơ quan có chức năng chính quản lý và tổ chức công việc của Thượng viện.
- Hội đồng người phát ngôn: Gồm Chủ tịch, các phát ngôn của các nhóm nghị viện, 1 thành viên Chính phủ, 1 thành viên thuộc Thượng viện và nhân viên cần thiết. Chức năng chính đưa ra chương trình nghị sự trong mỗi phiên họp.
- Ủy ban: gồm các thượng nghị sĩ của các nhóm nghi viện có tầm quan trọng trong Thượng viện. Và có hai loại: Ủy ban Thường trực và Ủy ban không thường trực.
- Ban Thường trực: Bao gồm các Thượng nghị sĩ tương ứng với các nhóm nghị viện khác nhau, là cơ quan giám sát thực hiện quyền của Thượng viện và trong trường hợp Thượng viện bị giải tán hoặc khi kết thúc nhiệm kỳ, và thực hiện các quyền hạn của Thượng viện trong thời gian giữa các kỳ họp.
- Nhóm Nghị viện: tối thiểu 10 Thượng nghị sĩ và phối hợp các hoạt động của Quốc hội và thành viên của nhóm.
- Nhóm Khu vực: Được thành lập trong các nhóm Nghị viện đại diện cho hơn 1 cộng đồng tự trị và nhóm tối thiểu là 3 Thượng nghị sĩ các tỉnh trong vùng tự trị như nhau hoặc được hội đồng tự trị bầu.

## Chức năng
Thượng viện có chức năng:
- Cùng Đại hội Đại biểu lập pháp, giám sát Chính phủ và kiểm soát ngân sách.
- Xem xét, sửa đổi, phê chuẩn hoặc bãi bỏ các dự thảo luật.
- Đề nghị Quốc vương bổ nhiệm 4 thẩm phán Tòa án Hiến pháp, bổ nhiệm 6 thành viên Hội đồng Tư pháp. Đồng thời sử dụng quyền thông qua Chính phủ can thiệp vào các cộng đồng tự trị.

### Chức năng Lập pháp
Thượng viện cùng Đại hội Đại biểu và Chính phủ có quyền ban hành dự thảo luật.
Các dự thảo luật do Thượng viện quản lý được Đại hội Đại biểu đệ trình, Thượng viện có thể sửa đổi phủ quyết hoặc chấp thuận. Mọi hành động sửa đổi hoặc bác bỏ được chuyển về Đại hội Đại biểu.

### Chức năng chính trị
Thượng viện giám sát Chính phủ thông qua chất vấn bất kỳ thành viên nào của Chính phủ.
Trong quyền lực quản lý Chính phủ được thông qua quyền quản lý Chính phủ của Đại hội Đại biểu.

### Vai trò lãnh thổ
Thượng viện có vai trò nổi bật trong việc xem xét sự thống nhất Nhà nước và các cộng đồng tự trị và uỷ quyền cho các thỏa thuận hợp tác vùng. 

## Thành viên Thượng viện khóa X

### Số ghế
| ← Tổng tuyển cử, 20/11/2011: Thượng viện →                                                            |               |            |                           |      |
| Ứng cử                                                                                                | Bầu cử 2011   | Khóa trước | Bổ nhiệm (tới 25/01/2013) | Tổng |
| Đảng Nhân dân-Liên minh nhân dân Navarre-Đảng Aragon-Dân tộc Trung dung Canary (PP-UPN-PAR-CCN) - CCN | 136 130 2 3 1 | +35        | 29 28 1 0                 | 165  |
| Đảng Xã hội chủ nghĩa công nhân (PSOE)                                                                | 48            | -40        | 16                        | 64   |
| Hội tụ và Liên minh (CiU) - UDC                                                                       | 9 7 1         | +5         | 4 1 2 1                   | 13   |
| Hiệp định Tiến bộ Catalonia (PSC-ICV-EUiA) - ICV                                                      | 7 6 1         | -5         | 2 1                       | 9    |
| Đảng Dân tộc Basque (EAJ-PNV)                                                                         | 4             | +2         | 1                         | 5    |
| Amaiur (Amaiur) - EA                                                                                  | 3 2 1         | +3         | 0                         | 3    |
| Liên hiệp Canarias-Canarias Mới (CC-NC)                                                               | 1             | =          | 1                         | 2    |
| Liên minh cánh tả (IU)                                                                                | 0             | =          | 2                         | 2    |
| Diễn đàn Asturias (FAC)                                                                               | 0             | =          | 1                         | 1    |
| Cộng hòa Cánh tả Catalonia (ERC)                                                                      | 0             | =          | 1                         | 1    |
| Liên hiệp xứ Basque (EHB)                                                                             | 0             | =          | 1                         | 1    |
| Tổng                                                                                                  | 208           |            | 58                        | 266  |

### Ban Thượng viện
- Chủ tịch: Pío García-Escudero (PP)
- Phó Chủ tịch thứ nhất: Juan José Lucas (PP)
- Phó Chủ tịch thứ 2: Yolanda Vicente González (PSOE)
- Thư ký thứ 1: Matías Conde Vázquez (PP)
- Thư ký thứ 2: Ramón Rabanera (PP)
- Thư ký thứ 3: Carmen Alborch (PSOE)
- Thư ký thứ 4: Manel Plana (CiU)

### Nhóm Nghị viện
Tính tới ngày 8/11/2013:
| Nhóm Nghị viện                   | |                      |                     |
| Nhóm                             | Đảng | Người phát ngôn      | Tổng Thượng nghị sĩ |
| Nhóm Nhân dân                    | Đảng Nhân dân (PP): 157 Đảng Aragon (PAR): 3 Dân tộc Trung dung Canary (CCN): 1 | José Manuel Barreiro | 161                 |
| Nhóm Xã hội                      | Đảng Xã hội chủ nghĩa công nhân (PSOE): 56 Đảng Xã hội Galicia (PSdeG-PSOE): 5 Đảng Xã hội Xứ Basque-Cánh tả Xứ Basque (PSE-EE-PSOE): 3                                                                                              | María Chivite        | 64                  |
| Nhóm Catalonia (CiU)             | Hội tụ Dân chủ Catalonia (CDC): 10 Liên minh Dân chủ Catalonia (UDC): 3 | Josep Lluís Cleries  | 13                  |
| Nhóm Hiệp định Tiến bộ Catalonia | Đảng Xã hội Catalonia (PSC-PSOE): 7 Khởi đầu xanh cho Catalonia (ICV): 2 | José Montilla        | 9                   |
| Grupo Basque (EAJ-PNV)           | Đảng Dân tộc Basque (EAJ-PNV): 5 | Jokin Bildarratz     | 5                   |
| Nhóm hỗn hợp                     | Liên minh nhân dân Navarre (UPN): 3 Liên hiệp Canarias (CC): 2 Liên minh cánh tả (IU): 2 Diễn đàn Asturias (FAC): 1 Cộng hòa Cánh tả Catalonia (ERC): 1 Liên hiệp xứ Basque (EH Bildu): 1 Đoàn kết Basque (EA): 1 Không đảng phái: 3 | Pedro Eza Goyeneche  | 14                  |